# Noertrange
Noertrange (Luxemburgs: Näertrech, Duits: Noertringen) is een plaats in de gemeente Winseler en het kanton Wiltz in Luxemburg.
Noertrange telt 260 inwoners (2001).

## Geboren
- Théophile Steffen (1921-2021), kunstschilder